# Estúdios Transamérica
Os Estúdios Transamérica foram estúdios de gravação que existiram no Rio de Janeiro. Junto à Rádio Transamérica FM, pertenciam ao grupo financeiro Banco Real. Sua operação iniciou em 1977 e se encerrou no final de 1992.[carece de fontes?]
Da sua inauguração, no fim da década de 1970, até meados dos anos 1980 viveu o auge como uns dos melhores estúdios do Brasil, e conhecido como um dos mais modernos estúdios de toda a América Latina. Era um complexo com 3 salas de gravação - A, B e C - dispunha dos equipamentos mais modernos no País até então, sendo que o estúdio A acomodava 40 músicos simultaneamente . Lá gravaram diversos nomes da música brasileira, entre os quais Tom Jobim (apreciador do piano Yamaha do estúdio A), Leny Andrade, Nelson Gonçalves, Milton Nascimento, Chico Buarque, Elis Regina, Orquestra Tabajara, Maria Bethânia, entre tantos outros. Outros artistas que gravaram no estúdio são nomes como João Donato, Rebanhão, Gilberto Gil e RPM.
Foi palco de um programa que misturava entrevista e show ao vivo, uma sensação nos anos 80 a década do BRock também conhecido como Rock Brasil, o áudio de um dos estúdios de gravação (onde ficavam músicos e locutores) era ligado, por meio de cabos, à rádio que funcionava no andar de cima no mesmo prédio. Assim, de forma interativa, era transmitida para todo o Brasil a performance do artista que estava ao vivo no estúdio.[carece de fontes?]